# Деніз Пюман
Деніз Пюман (нар. 1946, Монбар, Франція) — французька географиня, фахівчиня в галузі геоурбаністики та моделювання систем розселення. Лауреатка премії Вотрена Люда (2010), аналога Нобелівської премії в галузі географії.

## Освіта
Деніз Пюман навчалася в початковій нормальній школі в Діжоні. 1965 року вступила до Вищої нормальної школи у Фонтене-о-Роз, закінчила її 1969 року. 1980 року захистила дисертацію з географії.

## Кар'єра
- 1970—1981 — професорка-асистентка в Університеті Пантеон-Сорбонна
- 1981—1985 — наукова співробітниця Національного інституту демографічних досліджень[en]
- 2000—2001 — ректорка академічного округу Гренобль[fr]
- Від 1989 — професорка Університету Париж 1 Пантеон-Сорбонна[11]

Професорка Пюман є засновницею і науковою редакторкою журналу Cybergeo (від 1996 року).
Вона також є головою Європейської дослідницької групи з просторового моделювання в соціальних науках (S4) Національного центру наукових досліджень.
У 1992—2000 роках Пюман була головою Комісії з міського розвитку та міського способу життя Міжнародного географічного Союзу.
У 1987—2000 роках була головою Французької комісії з теоретичної та кількісної географії.

## Внесок у науку
Наукові інтереси Пюман сконцентровані в галузі дослідження еволюції й динаміки систем міст, фрактальних структур у міських мережах, проблем мультимасштабності (скейлінгу). Пюман брала участь у розробці сімейства моделей SIMPOP — багатоагентних моделей прогнозування розвитку міст та їх систем. Авторка серії робіт, присвячених просторовому моделюванню урбанізаційних процесів, порівняльному моделюванню урбанізації в Європі, США, ПАР та інших регіонах, а також у галузі теорії географічної науки.

## Нагороди
| Рік  | Опис                                                                       |
| ---- | -------------------------------------------------------------------------- |
| 2013 | Офіцер Ордена Почесного Легіону                                            |
| 2012 | Член-кореспондент Британської академії                                     |
| 2010 | Премія Вотрена Люда Срібна медаль Національного центру наукових досліджень |
| 2009 | Офіцер Ордена « За заслуги» Член-кореспондент Австрійської академії наук   |
| 1999 | Кавалер Ордена Почесного Легіону                                           |
| 1984 | Бронзова медаль Національного центру наукових досліджень                   |

## Основні праці
- Denise Pumain, David Lane, Sander van der Leeuw et Geoffrey West (eds.) Complexity perspectives on innovation and social change, ISCOM, Springer, Methodos Series, 2009.
- Denise Pumain, Thierry Paquot, Richard Kleinschmager. Dictionnaire La ville et l'urbain, Anthropos, 2007.
- Denise Pumain, Marie-Flore Mattei. Données urbaines, tome 5, Anthropos, collection " Villes ", 2006.
- Denise Pumain (dir.)  Hierarchy in Natural And Social Sciences, Springer, 2005.
- Denise Pumain, Marie-Flore Mattei. Données urbaines, tome 4, Anthropos, collection " Villes ", 2003.
- Denise Pumain, Thérèse Saint-Julien, Armand Colin. Les interactions spatiales, collection " Cursus ", 2001.
- Denise Pumain, Marie-Flore Mattei. Données urbaines, tome 3, Anthropos, collection " Villes ", 2000.
- Denise Pumain, Bernard Lepetit. Temporalités urbaines, Anthropos, collection " Villes ", 1999.
- Denise Pumain, Nadine Cattan, Céline Rozenblat et Thérèse Saint-Julien. Le système des villes européennes, Anthropos, collection " Villes ", 1999.
- Denise Pumain, Robert Ferras, Thérèse Saint-Julien. France et Europe du Sud, Géographie Universelle, Belin, 1999.
- Denise Pumain, Thérèse Saint-Julien. Atlas des villes de France, La Documentation française, 1998.
- Denise Pumain, Marie-Flore Mattei. Données urbaines, tome 2, Anthropos, collection " Villes ", 1998.
- Denise Pumain, Thérèse Saint-Julien, Armand Colin. L'analyse spatiale, tome 1 : Les localisations dans l'espace, collection " Cursus ", 1997.
- Denise Pumain, J.-M. Offner. Réseaux et territoires — significations croisées, Éditions de l'Aube, La Tour d'Aigues, 1996.
- Denise Pumain, Francis Godard. Données urbaines, tome 1, Anthropos, collection " Villes ", 1996.
- Denise Pumain, Thérèse Saint-Julien. Atlas de France, volume 12 : l'espace des villes, La Documentation Française, 1995.
- Denise Pumain, Antoine Bailly et Robert Ferras. Encyclopédie de Géographie, Economica, 1995.
- Denise Pumain, Michèle Béguin. La représentation des données géographiques: Statistique et cartographie, 1994.
- Denise Pumain. The Statistical Concept of the Town in Europe, avec EUROSTAT, European communities, 1992.
- Denise Pumain (dir.)  Spatial Analysis and Population Dynamics, J. Libbey, 1990.
- Denise Pumain, Lena Sanders et Thérèse Saint-Julien. ' Villes et auto-organisation, Economica, 1989.
- Denise Pumain. La dynamique des villes, Economica, 1982.